# Prądzonka
Prądzonka est une localité polonaise de la gmina rurale de Studzienice située dans le powiat de Bytów en voïvodie de Poméranie. Elle se trouve à environ 7 km au sud-est de Bytów et 76 km au sud-ouest de la capitale régionale Gdańsk.

## Géographie

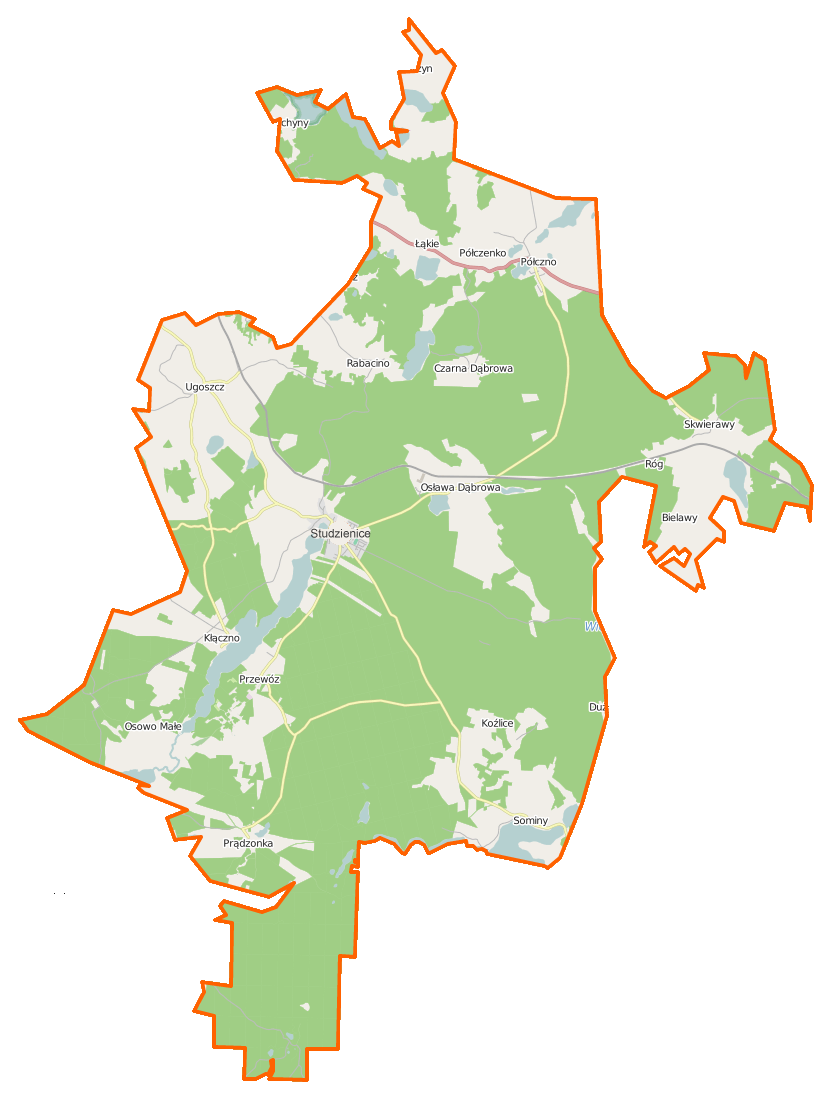
Carte de la gmina de Studzienice.